# Валя-Четецуя
Валя-Четецуя (рум. Valea Cetățuia) — село у повіті Арджеш в Румунії. Входить до складу комуни Четецень.
Село розташоване на відстані 111 км на північний захід від Бухареста, 47 км на північний схід від Пітешть, 148 км на північний схід від Крайови, 58 км на південний захід від Брашова.

## Населення
За даними перепису населення 2002 року у селі проживали 809 осіб. Усі жителі села рідною мовою назвали румунську.
Національний склад населення села:
| Національність | Кількість осіб | Відсоток |
| -------------- | -------------- | -------- |
| румуни         | 731            | 90,4%    |
| цигани         | 78             | 9,6%     |